# سعود ارشيد الرشيدي
سعود ارشيد القفيدي كعمي الرشيدي من مواليد دولة الكويت في عام 1953 ، نائب سابق، شارك لأول مرة في انتخابات مجلس الأمة الكويتي عام 1985 وخسر الانتخابات، كما شارك بانتخابات مجلس الامة الكويتي عام 1992 وخسر الانتخابات، حتي جاءت انتخابات مجلس الامة الكويتي عام 1996 وفاز بالعضوية عن الدائرة الخامسة عشر - الفروانية - وحصل علي (1443) صوت، وجاء بالمركز الأول.